# Indépendance ou Mort
Pour plus de détails, voir Fiche technique et Distribution.
Indépendance ou Mort (Independência ou Morte) est un film brésilien réalisé par Carlos Coimbra en 1972. Drame historique, il a été réalisé à l'occasion des 150 ans de l'indépendance du Brésil.

## Fiche technique
- Titre : Indépendance ou Mort
- Titre original : Independência ou Morte
- Réalisation : Carlos Coimbra
- Scénario : Dionísio Azevedo, Carlos Coimbra, Anselmo Duarte, Lauro César Muniz et Abilio Pereira de Almeida
- Musique : Wilson Miranda et Chico Moraes
- Photographie : Rudolf Icsey
- Montage : Carlos Coimbra
- Production : Oswaldo Massaini
- Société de production : Cinedistri
- Pays :  Brésil
- Genre : Drame et historique
- Durée : 108 minutes
- Dates de sortie : 
  -  Brésil : 2 septembre 1972

## Distribution
- Tarcísio Meira : Pierre Ier du Brésil
- Glória Menezes : Domitila de Castro
- Dionísio Azevedo : José Bonifácio de Andrada e Silva
- Kate Hansen : Marie-Léopoldine d'Autriche
- Manuel da Nóbrega : Jean VI de Portugal
- Heloísa Helena : Charlotte-Joachime d'Espagne
- Emiliano Queiroz : Francisco Gomes da Silva